# 通聖
通聖（つうせい）は、隋末唐初に曹武徹が自立して建てた私年号。617年。

## 西暦・干支との対照表
| 通聖 | 元年  |
| 西暦 | 617年 |
| 干支 | 丁丑  |